# 広瀬龍二
広瀬 龍二 (ひろせ りゅうじ、2000年4月9日 - )は、ジャパンラグビーリーグワン日野レッドドルフィンズに所属するラグビー選手。

## プロフィール
- ポジションはセンター(CTB)。
- 身長 171 cm、体重 86 kg

## 略歴
2019年、日川高校卒業後、日本大学に入る。
2022年、日本大学ラグビー部の副将に就任。
2023年、日野レッドドルフィンズに加入。
2024年1月6日に行われたJAPAN RUGBY LEAGUE ONE第3節マツダスカイアクティブズ広島戦にて途中出場でリーグワン公式戦初出場を果たした。